# Acianthus ledwardii
Acianthus ledwardii är en orkidéart som beskrevs av Herman Montague Rucker Rupp. Acianthus ledwardii ingår i släktet Acianthus och familjen orkidéer. Inga underarter finns listade i Catalogue of Life.